# Chiappa Rhino
Chiappa Rhino — револьвер производимый итальянской фирмой Chiappa Firearms, рамка и внутренние детали производятся только в Италии. Ствольная коробка Rhino вытачивается из цельного блока высокопрочного алюминия на станке с ЧПУ. Фактически все компоненты вытачиваются на станках с ЧПУ, этот производственный процесс позволяет вытачивать детали с очень высокой точностью, и минимальными отклонениями. Rhino производится под патроны .357 Magnum, 9 × 19 мм Парабеллум, .40 S&W, или 9 × 21 мм IMI. Одной из наиболее характерных особенностей револьвера является то, что ствол находится ниже оси барабана, в отличие от большинства других, когда ствол располагается выше оси. Это призвано уменьшить подкидывание ствола при стрельбе, путём направления отдачи в руку, а не над ней. Другой отличительной особенностью является гексагональное со скруглёнными углами сечение барабана, что призвано снизить профиль оружия для удобства скрытого ношения.

## Дизайн
Рамка производится из алюминиевого сплава под названием «Эргал». У всех моделей кроме 20D (УСМ только двойного действия) ударно спусковой механизм может использоваться как в режиме одинарного, так и в режиме двойного действия. Только 2" модель 20D поставляется в варианте «УСМ только двойного действия». Внешний рычаг взвода на самом деле не курок, как в большинстве револьверов. Вместо этого он используется для внутреннего взвода курка, а затем падает обратно на место, сводя к минимуму количество внешних подвижных частей и возвратно-поступательное движение массы, что делает револьвер отличным внутренне. Отличительной особенностью оружия является то, что в отличие от большинства револьверов они идут с кронштейном (кроме 2" моделей), на который может быть установлен тактический фонарь или лазерный целеуказатель. Револьверы доступны как в вороненом варианте, так и в никелированной версии, представленной как «White Rhino». Револьверы Rhino имеют явное сходство с револьверами Mateba, что не удивительно, с учетом того, что в их разработке принимал участие тот же конструктор.

## Массовая культура

### Игры
| Название игры                            | Модели         | Название в игре                                          |
| ---------------------------------------- | -------------- | -------------------------------------------------------- |
| ArmA 3                                   | 60DS           | Zubr                                                     |
| Battlefield 4                            | 40DS           | SW40                                                     |
| Black Squad                              | 60DS           | Caveliere Rhino                                          |
| Playerunknown's Battlegrounds            | 60DS           | R45                                                      |
| Shadow Warrior                           | 60DS           | Tosianu Type 13                                          |
| Tom Clancy's The Division                | 20DS 40DS 60DS | Snubnosed Rhino (20DS) Rhino (40DS) Rhino Special (60DS) |
| Tom Clancy's Ghost Recon: Future Soldier | 60DS           | Wild Boar                                                |
| Tom Clancy’s Rainbow Six Siege           | 40DS           | KERATOS .357                                             |
| Warface                                  | 60DS           | Rhino 60DS                                               |
| World of Guns: Gun Disassembly           | 60DS           | Chiappa Rhino 60DS                                       |
| Escape From Tarkov                       | 50DS 20DS      | Chiappa Rhino 50DS .357 Chiappa Rhino 200DS 9x19         |
| Signalis                                 | 20DS           | Eu-K508 S 'Einhorn' Revolver                             |

### Фильмы и сериалы

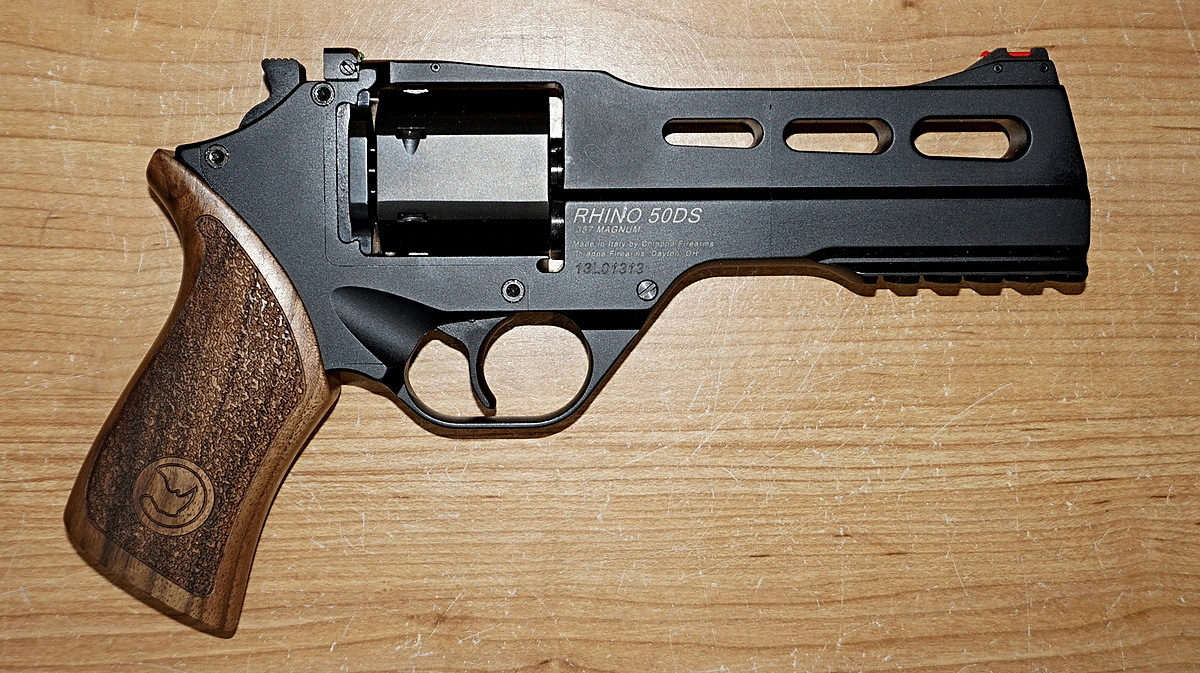
Chiappa Rhino 50DS .357 Magnum (ствол в 5 дюймов)

- Это один из вариантов оружия, используемого Энни Уолкер, в третьем сезоне сериала Тайные операции[9].
- Chiappa Rhino 50DS присутствует в фильме Вспомнить всё (2012), где им пользуются главные и второстепенные персонажи[10].
- В фильме Отряд Самоубийц, Харли Квинн принадлежит витиевато украшенный Rhino 60DS[11].
- Chiappa Rhino 50DS используется детективом Миллером в сериале Пространство.
- Револьверы серии Rhino появляются в фильме Дивергент.
- В сериале Видоизменённый углерод главный герой Такеши Ковач использует сильно модифицированный Chiappa Rhino 50DS.
- В фильме Форсаж: Хоббс и Шоу главный герой Люк Хоббс использует револьвер Chiappa Rhino 50DS.
- В аниме Lycoris Recoil главный антагонист Мадзима использует револьвер Chiappa Rhino 20DS черной расцветки.